# Sumbat de Klarjètia
Sumbat de Klarjéthie (mort l'any 1011) fou un pretenent al tron de Geòrgia i un rei autoproclamat de Taoklardjètia.
Sumbat Bagration era el fill gran de Bagrat Bagration, el qual al seu torn era germà de David II d'Artanudji. Fou associat al tron pel seu germà Gurguèn quan ambdós van heretar el país a la mort de l'oncle el 993.
El 1008, el seu cosí llunyà Bagrat d'Ibérie va unificar totes les províncies de Geòrgia i va crear així el regne unificat de Geòrgia. Tanmateix, Gurguèn i Sumbat, que eren els hereus legítims del tron d'Ibèria pel seu ancestre Adarnases II de Tao, fill gran d'Asoci I d'Ibèria el Gran i el Sant, no desitjaven pas veure un usurpador sobre el tron hereditari de Geòrgia i van decidir replicar prenent el títol de « rei de Taoklardjètia i dels klarjets ». Però no van poder resistir molt de temps perquè el nou rei Bagrat III de Geòrgia els va vèncer i empresonar el 1011. Els seus fills es van refugiar a Constantinoble i Sumbat fou mort per ordre de Bagrat III de Geòrgia el 1011.
Deixa dos fils :
- Bagrat de Klarjètia, pretenent al tron de Geòrgia ;
- i potser Gurguèn.